# Феррер, Мирьям
Мирьям Феррер (исп. Miriam Ferrer; род. 18 июня 1963, Гавана) — кубинская легкоатлетка, специалистка по бегу на короткие дистанции. Выступала за сборную Кубы по лёгкой атлетике в 1978—1995 годах, обладательница серебряной медали Игр доброй воли, серебряная призёрка Панамериканских игр, чемпионка Игр Центральной Америки и Карибского бассейна, действующая рекордсменка страны в эстафете 4 × 100 метров, участница чемпионата мира в Штутгарте.

## Биография
Мирьям Феррер родилась 18 июня 1963 года в Гаване, Куба.
Первого серьёзного успеха на международном уровне добилась в сезоне 1978 года, когда вошла в состав кубинской сборной и выступила на юношеском первенстве Центральной Америки и Карибского бассейна в Халапе, где стала пятой в беге на 200 метров и выиграла серебряную медаль в эстафете 4 × 100 метров.
В 1987 году одержала победу на чемпионате Кубы в зачёте бега на 100 метров.
В 1990 году удостоилась права защищать честь страны на Играх доброй воли в Сиэтле — в дисциплине 200 метров была восьмой, тогда как в эстафете 4 × 100 метров показала четвёртый результат.
В 1992 году отметилась победой на международном турнире в Мехико, установив при этом свой личный рекорд в беге на 100 метров — 11,15. На иберо-американском чемпионате в Севилье заняла четвёртое место на 100-метровой дистанции и выиграла эстафету 4 × 100 метров.
В 1993 году на чемпионате Центральной Америки и Карибского бассейна в Кали завоевала золотую и бронзовую награды в беге на 100 метров и в эстафете 4 × 100 метров соответственно. На чемпионате мира в Штутгарте дошла до стадии четвертьфиналов в индивидуальной 100-метровой дисциплине и вместе с соотечественницами заняла шестое место в эстафете 4 × 100 метров, установив ныне действующий национальный рекорд Кубы — 42,89. Также в этом сезоне успешно выступила на Играх Центральной Америки и Карибского бассейна в Понсе, где получила серебро на дистанции 100 метров и золото в эстафете 4 × 100 метров.
В 1994 году среди прочего выиграла серебряную медаль в эстафете 4 × 100 метров на Играх доброй воли в Санкт-Петербурге.
В 1995 году в эстафете 4 × 100 метров стала серебряной призёркой на Панамериканских играх в Мар-дель-Плате и одержала победу на чемпионате Центральной Америки и Карибского бассейна в Гватемале.